# Wien Geschichte Wiki
Das Wien Geschichte Wiki ist eine Online-Enzyklopädie in Form eines auf Semantic MediaWiki basierenden semantischen Wikis für die österreichische Hauptstadt Wien, die Informationen über Wien und seine Geschichte sammelt und online zur Verfügung stellt, dabei jedoch im Gegensatz zu den meisten anderen Wikis nur teilweise freie Lizenzen nutzt. Das Wien Geschichte Wiki ist auf Initiative des Wiener Stadt- und Landesarchivs (MA 8) und der Wienbibliothek entstanden und ging am 11. September 2014 offiziell online. Mit über 50.000 Artikeln ist es derzeit das größte Regiowiki der Welt.

## Grundlagen
Als Basis für das Wiki dienten die sechs Bände des Historischen Lexikons Wiens, die der 2006 verstorbene Wiener Stadtgeschichteforscher und Archivdirektor Felix Czeike zusammenstellte und als Redakteur betreute. Die Artikel des Lexikons wurden für das Wiki digitalisiert und überarbeitet und werden im Wiki dadurch gekennzeichnet, dass sie in die Kategorie „Czeike“ eingeordnet werden. Das Wiki wird laufend von der Wienbibliothek und dem Wiener Stadt- und Landesarchiv aus deren Beständen aktualisiert, außerdem kann gemäß dem Wiki-Prinzip jeder eigene Bilder hochladen und Einträge verfassen, diese werden einer Qualitätskontrolle durch die Redaktion unterzogen. Das Wiki sammelt historische Informationen, dementsprechend sind auch die Kriterien für die Aufnahme eines Artikels ausgelegt.

## Rechte
Die Artikeltexte in der Kategorie „Czeike“ stehen nicht unter einer freien Lizenz. Sie dürfen nicht außerhalb des Wikis verwendet werden, da die urheberrechtliche Schutzfrist des Historischen Lexikons Wien noch nicht abgelaufen und das Werk daher noch nicht gemeinfrei ist. Artikel, die nach dem 15. Dezember 2013 angelegt worden sind, sowie Bilder stehen hingegen unter der Lizenz Creative Commons-BY-NC-ND4.0, sie können also weitergenutzt werden, dürfen dabei aber nicht kommerziell verwendet und nicht verändert werden und der Urheber muss genannt werden. Die Daten zu den Einträgen stehen als Open Government Data zur freien Verwendung.

## Geschichte
Bereits im Jahre 2012 war im Wiener Stadt- und Landesarchiv über ein Stadtgeschichte-Wiki auf der Basis des Historischen Lexikons Wiens im Gespräch und diese Idee wurde erstmals an den Pressedienst und den EDV-Dienstleister Wiens weitergegeben. Im Oktober wurde schließlich mit dem Verlag Kremayr & Scheriau, in dem das Historische Lexikon Wiens erschien, ein Digitalisierungs-Vertrag geschlossen, welcher die rechtliche Basis des Wikis bildet. Das Stadt- und Landesarchiv und die Wienbibliothek, die bis dahin ein eigenes Projekt namens „Wien Digital“ verfolgt hatte, arbeiteten nun gemeinsam an dem auf Czeikes Werk basierenden Wiki.
Im Mai 2013 wurde die Software Semantic MediaWiki für das Projekt gewählt und das Wiki wurde erstmals installiert und eingerichtet. Von Juli bis September arbeiteten 15 Studenten und Studentinnen im Auftrag des Wiener Stadt- und Landesarchivs daran, die Artikel aus Czeikes Werk zu digitalisieren und in das Wiki einzupflegen, in den folgenden Monaten wurden diese redaktionell nachbearbeitet. Am 11. September 2014 wurde das Wiki schließlich offiziell der Öffentlichkeit präsentiert und für alle zum Bearbeiten freigegeben.
Schwerpunktmäßig wurden vom Wiener Stadt- und Landesarchiv in den Jahren 2015 und 2016 systematisch Daten zu Wiener Verkehrsflächen und zur Häusergeschichte von Wiens Innerer Stadt aufgenommen. Von der Wienbibliothek im Rathaus wurden Personenartikel mit Daten aus dem Gedenktageindex versehen.
2021 erfolgte eine Überarbeitung der Kategorien. Dabei wurde Schema.org als Vokabular verwendet.